# 1713
1713 (MDCCXIII) byl rok, který dle gregoriánského kalendáře započal nedělí.

## Události
- 25. února – Po 25 letech vlády zemřel pruský král Fridrich I. a na trůn nastoupil jeho syn Fridrich Vilém I.
- 17. března – V Liptovském Mikuláši byl odsouzen k smrti zbojník Juraj Jánošík.
- 11. dubna – Mezi sedmi evropskými zeměmi byl uzavřen Utrechtský mír, který ukončil válku o španělské dědictví.
- 19. dubna – Císař Karel VI. vydal Pragmatickou sankci, kterou upravoval nástupnictví Habsburků v ženské linii.
- morová epidemie v Čechách

### Probíhající události
- 1700–1721 – Severní válka
- 1701–1714 – Válka o španělské dědictví

## Narození

### Česko
- 2. ledna – Remedius Prutký, misionář a cestovatel († 9. února 1770)
- 30. srpna – Jan Jiří Benda, houslista a skladatel († 1752)
- 26. listopadu – Jan Zach, skladatel, varhaník a houslista († 24. května 1773)

### Svět

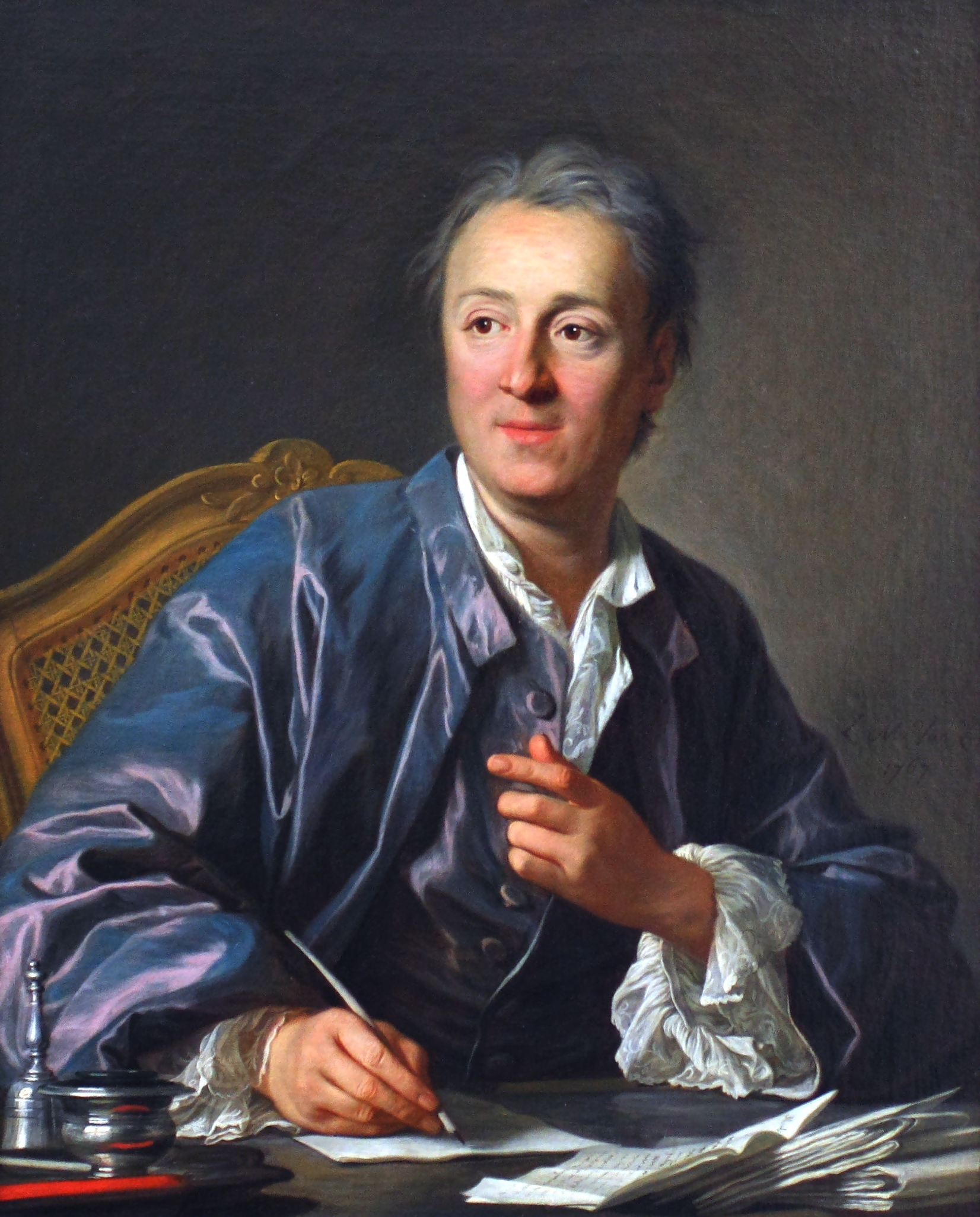
Denis Diderot (* 5. října)

- 15. března – Nicolas-Louis de Lacaille, francouzský astronom († 21. března 1762)
- 7. dubna – Nicola Sala, italský hudební skladatel a pedagog († 31. srpna 1801)
- 13. května – Alexis Clairaut, francouzský matematik, geometr a geodet († 17. května 1765)
- 25. května – John Stuart, skotský šlechtic a britský premiér († 10. března 1792)
- 10. června – Karolina Alžběta Hannoverská, třetí dcera britského krále Jiřího II. († 28. prosince 1757)
- 22. července – Jacques-Germain Soufflot, francouzský architekt († 29. srpna 1780)
- 27. července – Žofie Šarlota Braniborsko-Bayreuthská, sasko-výmarska a sasko-eisenašská vévodkyně († 2. března 1747)
- 4. srpna – Alžběta Sasko-Hildburghausenská, regentka Meklenbursko-Střelicka († 29. června 1761)
- 23. září – Ferdinand VI., španělský král († 10. srpna 1759)
- 5. října – Denis Diderot, francouzský spisovatel a filosof († 11. července 1784)
- 8. října – Ezechiel Landau, pražský vrchní rabín († 29. dubna 1793)
- 6. listopadu – Thomas Osborne, 4. vévoda z Leedsu, britský politik a šlechtic († 23. března 1789)
- 24. listopadu – Laurence Sterne, britský duchovní a romanopisec období preromantismu († 18. března 1768)
- neznámé datum – Ayşe Sultan, osmanská princezna a dcera sultána Ahmeda III. († 3. října 1776)

## Úmrtí

### Česko
- 18. srpna – Jan Jiří Středovský, katolický kněz a historik (* 16. dubna 1679)
- 10. prosince – Jiří David, kněz, misionář a spisovatel (* 26. července 1647)

### Svět

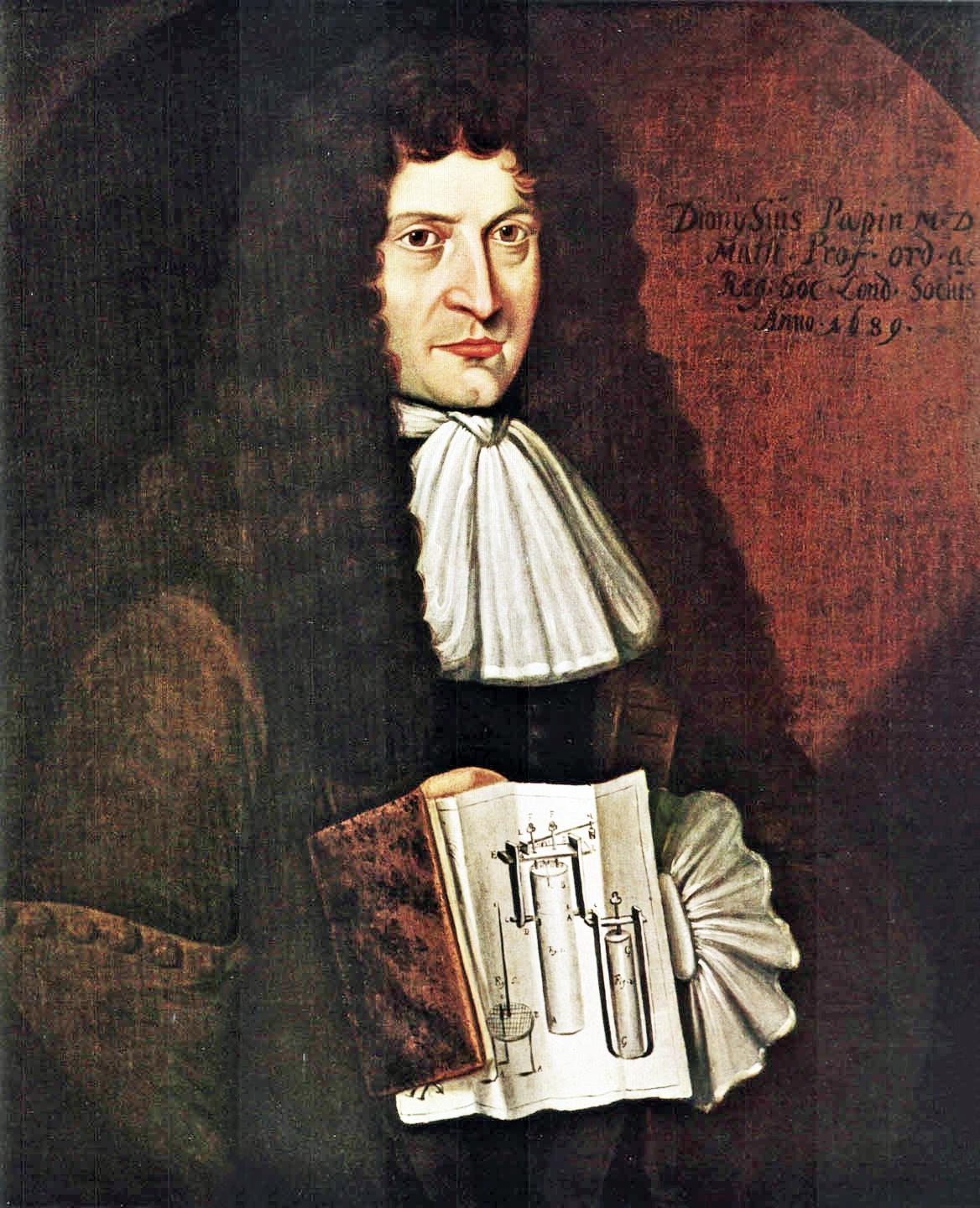
Denis Papin († 26. srpna)

- 1. ledna – Giuseppe Maria Tomasi, italský kardinál, katolický světec (* 12. září 1649)
- 8. ledna – Arcangelo Corelli, italský barokní hudební skladatel a houslista (* 17. února 1653)
- 4. února – Anthony Ashley Cooper, anglický filozof (* 26. února 1671)
- 25. února – Fridrich I. Pruský, braniborský kurfiřt a první pruský král (* 11. července 1657)
- 17. března – Juraj Jánošík, slovenský zbojník (popraven oběšením) (* 25. ledna 1688)
- 31. července – Fridrich Vilém Meklenbursko-Zvěřínský, německý šlechtic (* 28. března 1675)
- 26. srpna – Denis Papin, francouzský fyzik, matematik a vynálezce († 22. srpna 1647)
- 20. října – Archibald Pitcairne, skotský fyzik (* 25. prosince 1652)
- 7. listopadu – Gabriela z Lichtenštejna, knížecí princezna (* 12. července 1692)
- 15. prosince – Carlo Maratta, italský malíř (* 13. května 1625)
- 17. prosince – Nicolò Beregan, italský šlechtic, právník, básník, historik, překladatel a operní libretista (* 21. února 1627)
- neznámé datum – Carlo Vigarani, italský scénograf a vynálezce divadelních strojů (* 1637)

## Hlavy států

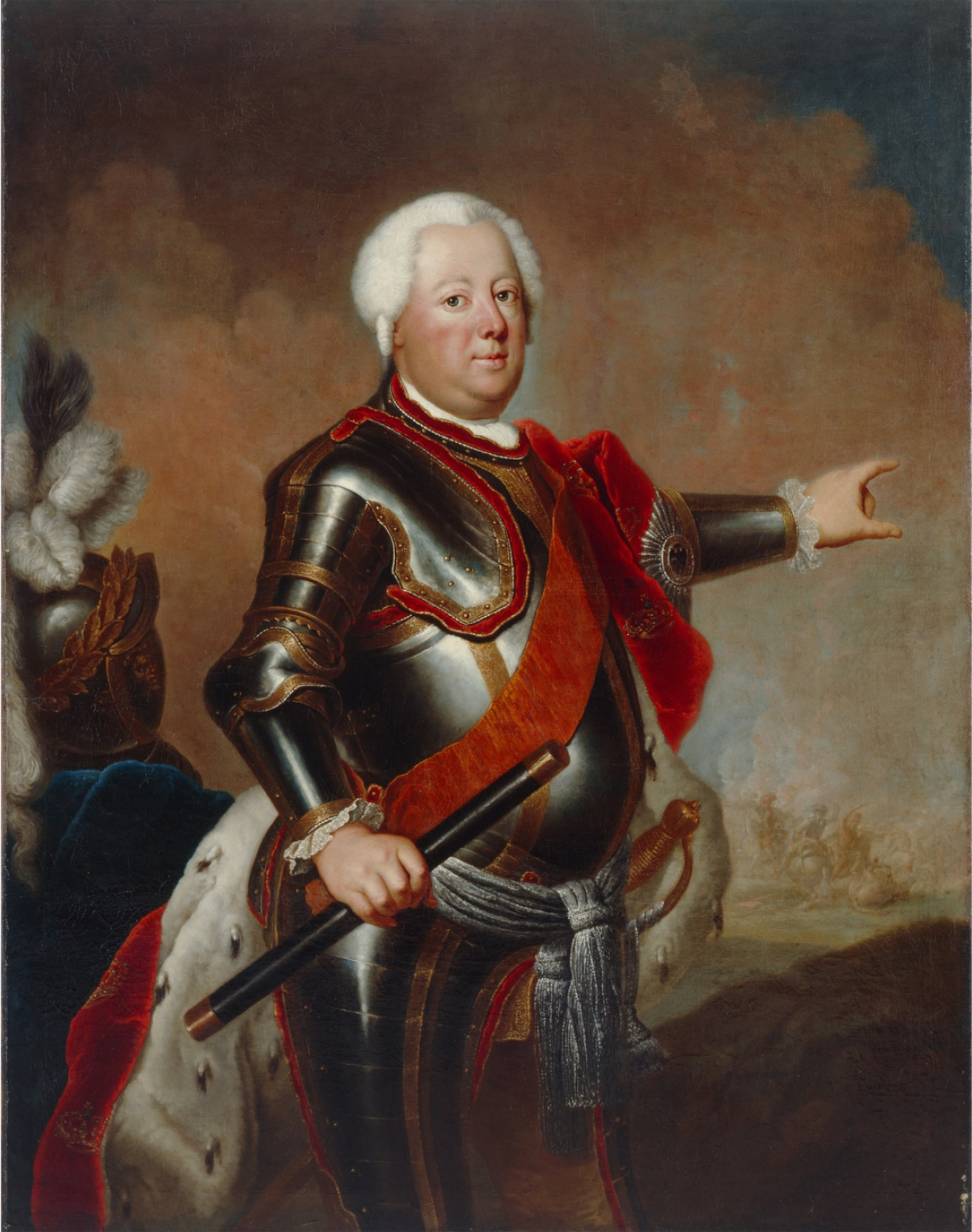
Pruským králem se stal Fridrich Vilém I.

- Dánsko-Norsko – Frederik IV. (1699–1730)
- Francie – Ludvík XIV. (1643–1715)
- Habsburská monarchie – Karel VI. (1711–1740)
- Osmanská říše – Ahmed III. (1703–1730)
- Polsko – August II. (1709–1733)
- Portugalsko – Jan V. (1706–1750)
- Prusko – Fridrich I. (1688–1713) / Fridrich Vilém I. (1713–1740)
- Rusko – Petr I. (1682–1725)
- Španělsko – Filip V. (1700–1724)
- Švédsko – Karel XII. (1697–1718)
- Velká Británie – Anna Stuartovna (1702–1714)
- Papež – Klement XI. (1700–1721)
- Japonsko – Nakamikado (1709–1735)
- Perská říše – Husajn Šáh (1694–1722)